# Wollemia
Wollemia é um género de árvore conífera da família das Araucaríaceas. A espécie australiana Wollemia nobilis é a única espécie deste género e foi descoberta em 1994 num conjunto remoto de cânions (desfiladeiros) areníticos escarpados próximo de Lithgow numa área de floresta húmida temperada do Parque Nacional Wollemi, na Nova Gales do Sul, a 150 km a Noroeste de Sydney.
Tanto na literatura botânica. como na literatura popular, a árvore tem sido quase universalmente designada pinheiro-de-wollemi, apesar de não ser um verdadeiro pinheiro (género Pinus) e de tão-pouco pertencer à família dos pinheiros (Pinaceae), sendo antes aparentada dos géneros Agathis e Araucaria da família das Araucaráceas. O fóssil mais antigo do pinheiro-de-wollemi foi datado de há 200 milhões de anos.

## Descrição
Wollemia nobilis é uma árvore perenifólia que atinge alturas de 25 a 40 metros. A casca é muito distintiva, de cor castanha escura, aos altos e baixos.
A árvore produz facilmente rebentos, e a maioria dos espécimes são multitroncados ou surgem como agrupamentos de troncos que se pensa derivarem do crescimento de rebentos antigos. A ramificação é única, pois quase todos os ramos laterais não apresentam ramificações adicionais. Após alguns anos, cada ramo termina num cone (masculino ou feminino) ou para de crescer. Após isto, ou quando o cone fica maduro, o ramo morre. Novos ramos surgem então de gomos dormentes do tronco principal. Raramente, um ramo lateral torna-se ereto e desenvolve-se num segundo tronco, portador de um novo conjunto de ramos laterais.
As folhas são planas lineares, com 3–8 cm de comprimento e 2–5 mm de largura, dispostas em espiral ao longo do caule mas torcidas na base parecendo dispostas em duas ou quatro filas aplanadas. Os cones de sementes são verdes, com 6 a 12 cm de comprimento e 5 a 10 cm de diâmetro, maturando 18 a 20 meses após a polinização. Ao atingirem a maturidade desintegram-se e soltam as sementes. Os cones masculinos (de pólen) são cónicos e esguios, com 5 a 11 cm de comprimento e 1 a 2 cm de largura.

## Descoberta
A descoberta, provavelmente no dia 10 de setembro de 1994, por David Noble, um funcionário do Parque Nacional Wollemi em Wentworth Falls, nas Montanhas Azuis, aconteceu apenas devido às suas capacidades de caminhada e escalada. Noble possuía bons conhecimentos de botânica, e rapidamente reconheceu as árvores como incomuns e merecedoras de investigação adicional. Regressando com espécimes e esperando que alguém fosse capaz de identificar as plantas, Noble depressa descobriu que eram novas para a ciência. Seriam necessários estudos adicionais para estabelecer a sua relação com as outras coníferas. A suspeita inicial era que tinha certas caraterísticas da família das Araucariáceas, mas não era similar a nenhuma das espécies vivas dessa família. A comparação entre as araucariáceas vivas e fossilizadas provou que se tratava de um membro daquela família, tendo sido colocada num novo género juntamente com Agathis e Araucaria. Fósseis parecidos com Wollemia e possivelmente relacionados com ele, são comuns na Austrália, Nova Zelândia e Antártica, mas a Wollemia nobilis é o único membro vivo do seu género. Os últimos fósseis do género datam de há aproximadamente 2 milhões de anos. Como tal, é descrito como um fóssil vivo.
Conhecem-se menos de cem árvores em estado selvagem, em três locais próximos uns dos outros. É muito difícil contá-los pois a maioria das árvores possui vários caules e podem ter um sistema radicular único. Testes genéticos mostraram que todos os espécimes são geneticamente idênticos, sugerindo que a espécie pode ter atravessado um gargalo genético durante o qual a população se tornou tão escassa (possivelmente apenas um ou dois indivíduos) que toda a variabilidade genética se perdeu.
Em novembro de 2006, descobriu-se que as árvores selvagens estavam infetadas por Phytophtora cinnamomi. Os guardas florestais de Nova Gales do Sul crêem que este fungo foi introduzido por visitantes não-autorizados, apesar da localização ser desconhecida do grande público.

## Cultivo e usos

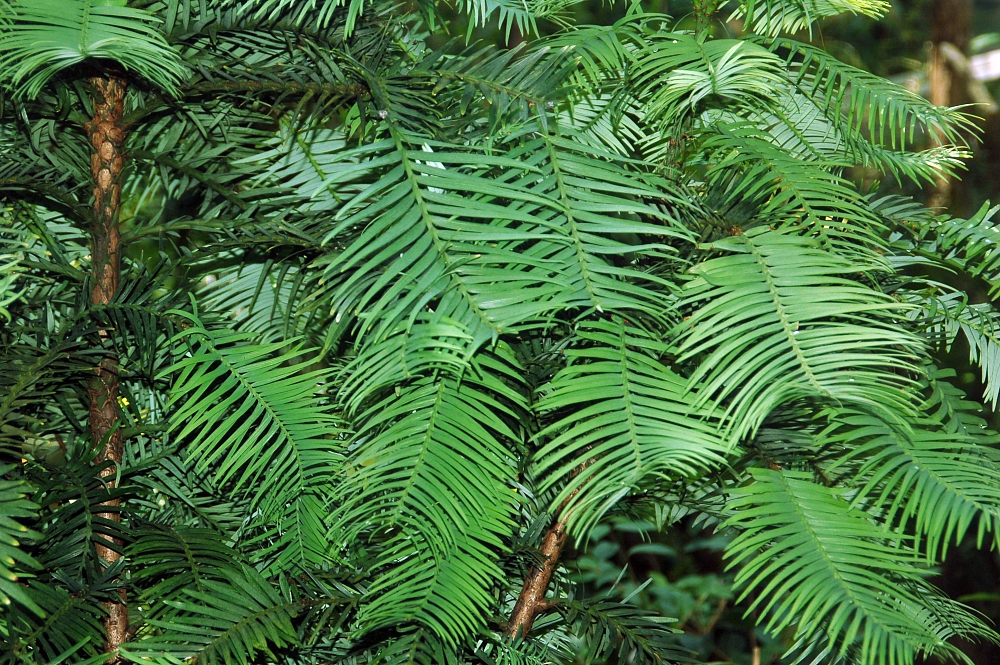
Wollemia nobilis, Palmengarten, Frankfurt/Main, Alemanha

Um programa de propagação culminou com a disponibilização desta árvore, inicialmente para os jardins botânicos e, depois, comercialmente na Austrália a partir de 1 de abril de 2006, seguindo-se no mesmo ano a Europa Ocidental e os Estados Unidos da América. Poderá mostrar-se uma árvore com valor ornamental, quer plantada ao terreno livre ou em vasos. Tem mostrado também ser mais adaptável e resistente ao frio do que se poderia pensar tendo em conta o habitat subtropical restrito donde é originária, tolerando temperaturas entre -5°C e 45°C, havendo relatos de sobrevivência até -12°C. Tolera também quer a exposição solar total ou a sombra total. A sua susceptibilidade ao Phytophtora cinnamomi poderá limitar o seu potencial como árvore para a produção de madeira.

### Em Portugal
Um clone obtido a partir da Wollemia nobilis, foi adquirido pela Escola Superior Agrária de Beja (ESAB) por 7500 euros num leilão realizado na cidade de Sydney em Outubro de 2005, para integrar o Museu Botânico de Beja (MBB), uma aquisição que foi patrocinada pela Fundação Calouste Gulbenkian. Além de em Beja, na Europa só existiam, naquele ano, exemplares em Londres, Edimburgo e Viena.
No entanto, a árvore encontrou sérias dificuldades em subsistir no clima alentejano e durou apenas 13 anos no Alentejo.